# Giovanni Battista de Montesecco
Giovanni Battista da Montesecco (Montesecco, ?-Florencia, 4 de mayo de 1478) fue un condotiero italiano. 

## Biografía
No hay noticias de su familia ni de sus primeros años.  La primera noticia cierta sobre su persona data del año 1469, cuando ya veterano en el oficio de las armas entró como condotiero al servicio de la Santa Sede y tomó parte en la guerra de Rímini contra Roberto Malatesta.
En 1474 militó junto con su hermano Leone bajo las órdenes de Pino Ordelaffi combatiendo a Niccolò Vitelli, que había ocupado Città di Castello. Puesto al servicio de Girolamo Riario, que era sobrino del papa Sixto IV, en 1477 tomó parte junto con Ordelaffi, Galeotto Manfredi, Giovanni Francesco da Bagno y Giovanni II Bentivoglio en el asalto a Faenza, defendida por Carlo Manfredi.
Por encargo de Riario, entre 1477 y 1478 colaboró con Francesco y Jacopo de Pazzi y con el arzobispo Francesco Salviati en la conjura de los Pazzi organizada para asesinar a Lorenzo y Giuliano de Médici, que tenían el gobierno de Florencia.  La conspiración fue un fracaso: en el atentado del 26 de abril de 1478 en Santa María del Fiore Giuliano murió, pero Lorenzo salió solo ligeramente herido, la población florentina se declaró abiertamente a favor de los Médici y casi todos los conjurados fueron linchados, ajusticiados o presos.  Montesecco fue detenido y decapitado una semana después.